# چویری
پادشاه چویری (کره‌ای: 최리; هانجا: 崔理)، طبق گزارش سامگوک ساگی پادشاه پادشاهی ناکرانگ بود. با این حال، حاکمیت پادشاهی همراه با عنوان «چویری» مورد مناقشه است. بسیاری از محققان کره‌ای ناکرانگ را به عنوان یک پادشاهی مستقل و چویری را به عنوان پادشاه ناکرانگ می دانند، اما محققان چینی و ژاپنی معمولاً ادعا می کنند که نام ناکرانگ به فرمانداری لیلانگ اشاره دارد و چویری یک فرماندار چینی بود.

## مرور کلی
هنگامی که شاهزاده هودونگ، فرزند پادشاه تموشین، سومین پادشاه گوگوریو برای شکار به اوکجه رفته بود با پادشاه چویری پادشاه ناکرانگ دیدار کرد (در انجمن علمی چین و ژاپن، پادشاه پادشاهی ناکرانگ به عنوان یک فرد به عنوان فرماندار فرمانداری لیلانگ، تفسیر شده‌است)
و آنها تصمیم می‌گیرند که دخترش شاهدخت ناکرانگ را به‌عنوان یک همسر هودونگ دربیاورند.
پادشاه تموشین که قصد داشت تا به پادشاهی ناکرانگ حمله کند و از هودونگ خواسته بود طبلی را که به صورت خودکار حمله دشمن به کشور را به مردم اطلاع می‌دهد را از بین ببرد. هودونگ یک پیامرسان را فرستاد و از شاهدخت ناکارانگ پرسید که این کار را انجام می‌دهد.
شاهدخت ناکرانگ با یک شمشیر طبل را برای هودونگ پاره کرد و پس از آن گوگوریو به پادشاهی ناکرانگ حمله کرد. به دلیل پاره شدن طبل چویری از حمله باخبر نشد و نتوانست برای مقابله با این حمله آماده شود. او فقط می‌دانست که طبل پیش از تجاوز گوگوریو نابود شده‌است. او راهی جز تسلیم شدن نداشت و تسلیم گوگوریو و کشته شد.

## تصویرسازی مدرن
- به تصویر کشیده شده توسط هونگ یوسوب در سال ۲۰۰۹ اس‌بی‌اس، مجموعه تلویزیونی «جامیونگ گو»